# Aspidistra muricata
Aspidistra muricata là một loài thực vật có hoa trong họ Măng tây. Loài này được F.C.How mô tả khoa học đầu tiên năm 1981.